# Smaranda Oțeanu-Bunea
Smaranda Oțeanu-Bunea (n. 2 decembrie 1941, Râmnicu Sărat) este o compozitoare română, critic muzical, membru al Uniunii Compozitorilor și Muzicologilor din România și al Uniunii Ziariștilor Profesioniști din România, vicepreședinte al Uniunii Criticilor, Redactorilor și Realizatorilor Muzicali din România (UCRRM) din 1990.
A fost căsătorită cu Mircea Bunea (ziarist, scriitor, sociolog, doctor în teatrologie).

## Educație
A urmat cursurile Colegiului Național Gheorghe Lazăr, din București.
A absolvit în 1966 Conservatorul de Muzică din București, Facultatea de Compoziție, la clasa lui Alfred Mendelsohn. A urmat studii de specialitate cu maeștrii Mihail Jora, Marțian Negrea, Ion Dumitrescu, Aurel Stroe, precum și specializări în Austria, Germania, SUA (specializare în Managementul Instituțiilor Artistice), Canada.

## Activitate
Din anul 1961, colaborează cu Radioteleviziunea română la mai multe emisiuni muzicale. 
A fost director fondator al Colegiului Criticilor Muzicali în 1978, sub egida „Oamenii de Artă și Muzică”. Acest colegiu a dus la înființarea Uniunii Criticilor, Redactorilor și Realizatorilor Muzicali din România (UCRRM) în 1990.
Împreună cu Grigore Constantinescu, a întemeiat Fundația Jora, care a devenit în 1990 Uniunea Criticilor Muzicali Mihail Jora.
A fost fondator al Operei Comice pentru Copii (1998), al Teatrului Stela Popescu (2016) și al Teatrului Muzical Ambasadorii (2017).
A înființat revistele Melos, Minison, Monopol în 1990. În septembrie 1998, în calitate de director fondator, a relansat revista Melos (publicație de critică și informație muzicală), editată de Fundația Oedip în colaborare cu Uniunea Criticilor Muzicali. Primul număr a fost dedicat Festivalului Internațional George Enescu. A fost Președinte fondator al Fundației „Oedip” în 1996.
Între 1995-1998 a fost director general artistic al Operei Naționale București, iar în perioada 2000-2002 a fost director media.
În 2000 a pus bazele Forumului Muzical Român.
A înființat Studioul Operei Moderne de Cameră, unde a propus pagini de Anatol Vieru, Dan Dediu și ciclul aniversar Vissi D'Arte.
A compus cicluri de lieduri, capricii pentru pian, piese corale, piese și variațiuni pentru pian, „Mozaic” pentru violă și clarinet, „Nonet” pentru cvintet de suflători și cvartet de coarde, „Suita în stil clasic” pentru orchestră, lucrări pentru ansamblu cameral, muzică de film, mișcări și poeme simfonice, muzică pentru teatre de păpuși și dramatice.
A lansat festivalurile naționale Tineri Dirijori, Enescu - Orfeul Moldav, Tinere talente și turneul itinerant Vedetele Operei. A lansat reluări sau premiere: Hamlet de Pascal Bentoiu (reluare), O noapte furtunoasă de Paul Constantinescu, Revuluția de Adrian Iorgulescu (premiere).
A fost critic muzical la principalele ziare bucureștene: Scânteia, Adevărul, la Agenția Rompres (l966-1995) și la ziarul Ultima Oră.
În 2020 a lansat cartea De la merele de aur la înșir'te mărgărite. Teatrul Muzical Ambasadorii 2018-2020, file dintr-o stagiune fulger.
Împreună cu Opera Comică pentru Copii, a participat la festivalul Disney Magic Music Days de la Disneyland Paris din 2008.
În 2014 a publicat volumul Opera Comică pentru Copii, un chihlimbar în soare.
A publicat cărți de reportaj:
- O lume la capăt de lume (1973)
- Nigeria - țara ritmurilor fierbinți (1983)
- În fiecare zi, ziua Planetei Pământ (1986)
- Cântecele pământului (1995, 1996)

A realizat articole de critică muzicală:
- „File de Melos” (2004)
- „File de ziar” (2006, 2008)
- „File din cronica muzicală on-line” (2012)
- „Opera Comică pentru Copii - File de poveste”, „Un chihlimbar în soare“ (2015)
- „De la Aladin la Șeherezada, Teatrul Stela Popescu” (2018)
- „O stagiune maraton. File dintr-o stagiune fulger” (2016, 2017)
- „Teatrul Muzical Ambasadorii” (2020)

## Creații muzicale
- 2 lieduri pe versuri de George Coșbuc (Lordul John și Rea de plată) - 1954
- 7 lieduri pentru mezzosoprană și pian pe versuri de Federico Garcia Lorca (Semiluna, Scoica, Tăcerea, Balada Galbenă, Prizoniera, Iazuri mici, Vânător) - ciclul intitulat Scoica - 1960
- Capriciu pentru pian. Piesa corală Câmpiile după Gheorghe Tomozei - ciclul Obrăznicături, 5 piese pentru pian - 1961

- Lieduri pe versuri de George Topârceanu, Mihai Beniuc, Ion Bănuță, George Coșbuc (Aeroplan, Dor, Nostalgie, Ispita) și Cântec de gheișă, Frunze de mesteacăn - 1962

- Ave Maria, cânt pentru bariton și pian pe versuri de Victoria Dragu - 1962
- Mozaic pentru violă și clarinet - 1962
- Nonet pentru cvintet de suflători și cvartet de coarde - 1962

- Variațiuni pentru pian pe o temă de Bartok - 1963
- Cântece de dragoste pe versuri de Brecht - 1963
- Suita în stil clasic pentru orchestră - 1963
- Recitativ Bergen Belsen pentru voce și ansamblu cameral, pe versuri de Victoria Dragu - 1963
- Muzica de film intitulată Căutări, pentru pelicula realizată de clasa de regie de la Institutul de Artă Teatrală și Cinematografică - 1963

- Fuga canonică în epidiapente pentru ansamblu cameral - 1964
- Poem - sonată pentru pian - 1964
- Veghe de lună, piesă corală - 1964
- 3 Madrigale pe versuri de Ion Vinea, Lucian Blaga, Șt.O. Iosif, pentru cor mixt - 1964

- Mișcare simfonică - 1966

- Poemul Corale pentru voce și ansamblu simfonic, pe versuri de Zaharia Stancu - 1967

- Madrigal pentru cor mixt pe versuri de St. Popescu - 1969

- Muzică pentru filmul documentar Ani - 1974

- Muzică pentru Teatrul de Păpuși din Craiova (Croitorașul cel viteaz) - 1975
- Muzică pentru Teatrul de Păpuși  din Constanța (Poveste de iarnă) - 1975
- Muzică pentru Teatrul Dramatic din Galați (Trei farse medievale - Povestiri dintr-o noapte de carnaval, adaptate de Valentîn Sîlvestrov) - 1975

- Muzică pentru Teatrul Dramatic din Galați (Chirița în provincie) - 1976

- Ciclul de lieduri Cugetări engleze (cinci cântece pentru voce și pian, prezentate și în cadrul Festivalului Internațional „George Enescu”) - 1981

- Ciclul de lieduri 5 întâmplări din grădina mea pentru voce și pian, pe versuri de Ana Blandiana - 1982

- Trei fabule fără animale, lieduri pentru tenor și pian după Nicolae Dragoș (varianta voce, orchestră) -1983
- Cugetări persane (voce, pian) - 1986
- Cugetări latine (voce, pian) - 1987
- Cugetări strâmbe (voce, pian)  - 1993

## Premii
A obținut șapte Premii de Critică Muzicală între anii 1979 - 2000. În 2004 i s-a acordat Premiul de Cultură al revistei Cuvântul.
A fost distinsă cu Ordinul „Meritul Cultural” în grade de Cavaler (2004) și Ofițer (2011).
În 2007 a primit Premiul de Excelență „Omul anului”, Premiul pentru Publicistică al Uniunii Compozitorilor și Muzicologilor și Premiul Ordinul Ziariștilor, clasa Aur.
A obținut Premiul de Excelență al Forumului Muzical Român în 2008 și Premiul VIP pentru literatură de specialitate în 2012.
În anul 2014 a fost decorată de Președinția României cu Ordinul „Meritul Cultural” în grad de Comandor pentru „Promovarea culturii”.
Sub conducerea sa, Teatrul Muzical Ambasadorii a obținut Marele Trofeu al Festivalului de la Delhi, India, Ryan International Children, ediția a 16-a (14-17 decembrie 2019).
La Competiția Online Stelele Copenhagăi 2021 a fost răsplătită cu Premiul de excelență, pentru „contribuția personală la întărirea relațiilor culturale internaționale și pentru susținerea tradițiilor multinaționale”.
În ianuarie 2023 a fost distinsă cu Premiul „In Memoriam Grigore Constantinescu” pentru întreaga activitate, în cadrul Galei Premiilor „Musicrit”.